# Rautovo
Rautovo (cyr. Раутово) – wieś w Serbii, w okręgu niszawskim, w mieście Nisz. W 2011 roku liczyła 12 mieszkańców.